# Vince Staples
Vince Staples, né le 2 juillet 1993 à Long Beach en Californie, est un rappeur américain. Il est membre du groupe Cutthroat Boyz, avec Joey Fatts et Aston Matthews. Il est actuellement signé chez Motown Records.

## Biographie

### Jeunesse
Vince Staples naît et grandit à Long Beach, en Californie, dans une famille originaire de Compton. Il est le plus jeune de la famille. Son père faisant de nombreux aller-retour en prison, et sa mère travaillant beaucoup, Staples passe une grande partie de son temps chez ses grands-parents, à Compton.
Staples perd sa grand-mère à l'âge de 12 ans et commence alors à fréquenter des membres de gangs, son ami d'enfance, Jabari Benson, est assassiné à cette époque. Il est alors affilié au gang des Naughty Nasty Gangster Crip, tout comme son cousin Joey Fatts. Il doit même déménager à Atlanta pendant huit mois, afin de s'éloigner des problèmes. Durant son adolescence, il abandonne l'école et est souvent chassé de chez lui.

### Débuts (2010-2014)
Staples n'écoutait pas beaucoup de musique jusqu'à ce que Michael Uzowuru lui conseille d’écouter davantage de rap afin de mieux comprendre son travail. Il commence alors à écouter beaucoup d'albums et est très influencé par DJ Quik, Pimp C ou André 3000. Un jour un ami lui propose de venir rapper chez lui, il accepte et c'est à partir de ce jour que le rap a pris une place importante dans sa vie. Il commence alors la musique de façon sérieuse avec Earl Sweatshirt, Mike G et Matt Martians, tous membres du collectif Odd Future.
En 2011 publie sa première mixtape intitulée Shyne Coldchain Vol. 1, puis en 2012 sort la mixtape Winter in Prague, entièrement produite par Michael Uzowuru. Fin 2012 alors qu'Earl Sweatshirt est de retour des Samoa, il fait visiter à Vince le studio de Mac Miller, Staples en profite alors pour faire écouter sa musique au rappeur de Pittsburgh. Celui-ci est très intéressé et demande à Vince pourquoi il ne sort pas plus de musique. En quelques minutes les deux décident de créer un projet commun titré Stolen Youth, la mixtape est entièrement produite par Mac Miller avec des apparitions de Schoolboy Q, Ab-Soul ou encore Joey Fatts. Après la sortie de Stolen Youth, il accompagne Mac Miller sur sa tournée The Space Migration Tour et apparaît sur l'album Doris d'Earl Sweatshirt. Il signe alors un contrat chez Def Jam.
En 2014, il publie sa quatrième mixtape, Shyne Coldchain Vol. 2, en grande partie produite par No I.D. et avec pour invités Jhené Aiko et James Fauntleroy. Il accompagne Schoolboy Q sur sa tournée Oxymoron World Tour avec Isaiah Rashad. En octobre 2014 paraît l'EP Hell Can Wait avec les singles Blue Suede et Hands Up. L'EP aux allures d'album est extrêmement bien reçu par la critique, le magazine XXL lui décernant la note XL. Complex, quant à lui classe Hell Can Wait à la 13e place des meilleurs albums de l'année 2014.

### Summertime '06(2015-2017)
Le 4 mai 2015, Staples publie le single Señorita, il s'agit du premier extrait du premier album de l'artiste, titré Summertime '06. La sortie est programmée pour le 30 juin 2015. Summertime '06 est un double album, avec des productions de No I.D., DJ Dahi, Christian Rich et Clams Casino et pour invités Daley, Jhené Aiko ou encore Joey Fatts.
En juin 2015, le magazine XXL révèle comme chaque année sa liste des dix rappeurs les plus prometteurs. Vince Staples est intégré à celle de l'année 2015 aux côtés d'artistes tels que K Camp, Dej Loaf ou encore Fetty Wap,.
Le 26 août 2016, Staples publie son deuxième EP, Prima Donna. Il comprend des featuring avec Kilo Kish et ASAP Rocky et des productions de James Blake et No I.D..

### Big Fish TheoryetFM!(2017-2019)
En 2017, Staples interprète Give It All (With You) avec Santigold, qui sert de générique de fin du film Power Rangers.
Staples est invité sur le titre Ascension issu du 5e album de Gorillaz Humanz.
Le 15 mai, Staples publie une photo d'un poisson rouge dans un bocal sur les réseaux sociaux, avec comme indication Friday 12AM. Le 18 mai, il sort ainsi le clip de Big Fish en collaboration non-créditée avec Juicy J. Invité par la station de webradio d'Apple Beats 1, Staples annonce la sortie de son prochain album Big Fish Theory pour le 23 juin 2017.
Le 2 novembre 2018, Staples publie son troisième album, intitulé FM!. Il se démarque par sa courte durée, plus proche d'un EP qu'un album classique. FM! est accompagné d'un clip vidéo pour le titre Fun!.
Le 14 décembre 2018, il apparaît sur la bande originale de Spider-Man : New Generation, où il interprète le titre Home, déjà entendu dans les premières bandes annonces du film.

### The Vince Staples Show(depuis 2019)
En août 2019, la signature de Staples chez Motown Records est révélée ainsi que la sortie prochaine de nouvelle musique. Plus tard dans le mois, il annonce l'arrivée d'une série intitulée The Vince Staples Show, orientée entre humour et satire. Le 22 août, Staples publie le premier épisode de la série, accompagné du single So What?. Le concept de cette série est décrit de la sorte : « chaque épisode s'articule autour d'un moment charnière au cours duquel une nouvelle chanson originale de Vince Staples paraîtra en single ».

## Discographie

### Albums studio
- 2015 - Summertime '06
- 2017 - Big Fish Theory
- 2018 - FM!
- 2021 - Vince Staples
- 2022 - Ramona Park Broke My Heart
- 2024 - Dark Times

## Filmographie
- 2023 : Les Blancs ne savent pas sauter (White Men Can't Jump) de Calmatic : Speedy